# Fosfatemia
Per fosfatemia si intende la concentrazione di fosfato nel sangue, che è
- 4,5-7,5 mg/dl al di sotto del primo anno di vita;
- 2,5-4,5 mg/dl nell'adulto.

Un'iperfosfatemia, cioè una eccessiva concentazione di fosfato nel sangue, si individua in caso di
- ipoparatiroidismo
- insufficienza renale cronica
- ipervitaminosi D
- acromegalia
- tumori ossei

Un'ipofosfatemia, un livello troppo basso di fosfato nel sangue, si individua in caso di
- iperparatiroidismo
- ipovitaminosi D
- osteomalacia
- rachitismo
- tubulopatie renali
- Sindrome di De Toni-Debré-Fanconi
- malassorbimento intestinale
- eccessiva assunzione di antiacidi
- malnutrizione
- etilismo cronico
- uso cronico di diuretici tiazidici

La concentrazione di fosforo è influenzata dalla ghiandola paratiroide, dalla vitamina D, dall'assorbimento intestinale, dalla funzionalità renale, dal metabolismo osseo e da molto altro ancora .